# Sidney Reilly

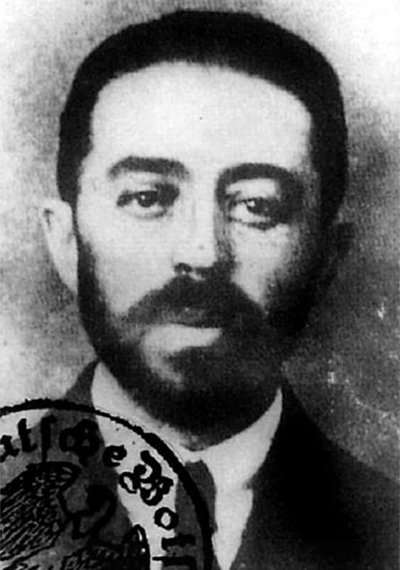
Passfoto von Sidney Reilly, 1918

Sidney Reilly (Sidney George Reilly, eigentlich: Georgi Rosenblum, genannt Ace of Spies; * 24. März 1873 oder 1874 vermutlich in Odessa; † 5. November 1925 nahe Moskau) war ein russisch-jüdischer Abenteurer und Spion.

## Leben und Tätigkeit

### Herkunft und frühe Jahre
Reillys Herkunft ist von Legenden umrankt und es liegen, sich zum Teil stark widersprechende, Informationen über sie vor: Er selbst hat unterschiedliche Versionen über verschiedene Abschnitte seiner Biographie in die Welt gesetzt: So behauptete er einmal, der Sohn eines zur See fahrenden irischen Händlers (oder Handelskapitäns), einmal der Sohn eines irischen Geistlichen und ein andermal der Sohn eines adeligen Großgrundbesitzers und Angehörigen des Hofes des Zaren Alexander III. zu sein.
Die bislang vorliegenden Quellen geben den 24. März 1873 bzw. den 24. März 1874 als Geburtsdatum, wobei Rozenblum bzw. Rosenblum als Familienname aufgeführt wird. Als angebliche Vornamen finden sich mal Zigmund Markovich, mal Georgy und mal Salomon (Shlomo). Als sein Geburtsort gilt zumeist Odessa. Seine Eltern werden in einigen Quellen als Mark Rosenblum, Schiffsmakler in Odessa, und seine Ehefrau, die Tochter einer verarmten Adelsfamilie, identifiziert. Andrew Cook gibt demgegenüber Cherson in der Ukraine als Geburtsort an und bezeichnet Reilly als uneheliches Kind einer gewissen Polina und eines Dr. Mikhail Abramovich Rosenblum, eines Cousins des später als sein offizieller Vater geltenden Grigory (Hersh) Rosenblum.
Anfang der 1890er Jahre soll Rosenblum sich – nach eigenen Angaben – als Kurier für eine revolutionäre Gruppierung in Russland betätigt haben und deswegen zeitweise von der zaristischen Geheimpolizei in Haft genommen worden sein. Nach seiner Freilassung sei er möglicherweise unter dem Namen Sigmund Rosenblum nach Südamerika gegangen, habe dort den Namen Pedro angenommen und sich als Hafenarbeiter, Plantagenarbeiter und Koch durchgeschlagen. Andere Versionen behaupten, dass er sich in den frühen 1890er Jahren in Frankreich aufhielt und sich im Dezember 1895 an der Ermordung und Ausraubung von zwei italienischen Anarchisten beteiligte. Nachweisbar ist, dass er im Dezember 1895 nach London gelangte, wo er unter dem Namen Sidney Rosenblum auftrat. Anfang 1896 lebte er dort nachweislich in dem Apartmentblock Albert Mansions in der Rosetta Street, Waterloo, London. In London gründete Rosenblum die Ozone Preparations Company, die sich dem Verkauf von patentierten Medikamenten widmete. Daneben betätigte er sich als bezahlter Informant für William Melville, den Leiter der Sonderabteilung (Special Branch) von Scotland Yard, d. h. dem Nachrichtendienst der Londoner Hauptstadtpolizei, den er mit Nachrichten über in London lebende Emigranten belieferte.
1897 lernte Rosenblum den Priester Hugh Thomas und seine Ehefrau Margaret kennen, mit der er bald eine heftige Affäre begann und die er schließlich, wenige Monate nach dem Ableben ihres Ehemannes im Jahr 1898, selbst heiratete. Aufgrund einiger Ungereimtheiten im Zusammenhang mit Hugh Thomas’ Tod wurde in der Fachliteratur wiederholt vermutet, dass Rosenblum und Margaret Thomas dafür verantwortlich waren: Hugh Thomas wurde am 12. März 1898 tot in einem Hotel aufgefunden. Knapp eine Woche zuvor hatte er sein Testament geändert und seine Ehefrau als Testamentsvollstreckerin eingesetzt, die anschließend ein Vermögen von rund 800.000 Pfund von ihm erbte. Als Todesursache stellte ein gewisser Dr. T.W. Andrew, der im Sterbezimmer erschien und die offiziellen Dokumente ausfüllte und abzeichnete, die Folgen einer gemeinen Grippe (generic influenza) fest. Zudem vermerkte er in den Unterlagen, dass die Todesursache offensichtlich natürlich gewesen sei und deshalb eine gerichtliche Überprüfung und Feststellung der Todesursache durch einen Amtsarzt nicht nötig sei. Allerdings liegen neben diesen Sterbeunterlagen keine Dokumente vor, aus denen hervorgeht, dass im Jahr 1898 ein Dr. T.W. Andrew in Großbritannien existierte. Da das von anderen Anwesenden im Sterbezimmer Thomas’ überlieferte Erscheinungsbild des Dr. Andrew zu dem Aussehen von Rosenblum passt, haben einige Autoren angenommen, dass es sich bei dem vermeintlichen Arzt tatsächlich um Rosenblum gehandelt habe. Die Londoner Polizei ging diesen Ungereimtheiten jedoch ebenso wenig nach wie dem Umstand, dass die persönliche Pflegerin von Thomas bereits einmal verdächtigt worden war, mit der Vergiftung eines ihrer früheren Arbeitgeber in Verbindung zu stehen. Margaret Thomas bestand zudem darauf, dass ihr Mann binnen 36 Stunden nach seinem Tod begraben werden musste. Am 22. August 1898 folgte ihre Eheschließung mit Rosenblum.
Die Eheschließung mit Margaret Thomas machte Rosenblum zu einem reichen Mann. Bei dieser Gelegenheit legte er seine Identität als Sigmund Rosenblum ab und nannte sich mit Hilfe von William Melville fortan Sidney George Reilly.

### Aufenthalte in Russland und Fernost (1899 bis 1904)
Im Juni 1899 trat Rosenblum/Reilly, zusammen mit seiner Frau und unter seinem neuen Namen, versehen mit einem britischen Pass eine Reise ins zaristische Russland an. Während seine Frau für einige Monate in Sankt Petersburg blieb, unternahm er eine Erkundungsreise in den Kaukasus, um Informationen über die dortigen Ölvorkommen zu sammeln, die er anschließend der britischen Regierung übermittelte, die ihn für diesen Dienst bezahlte.
1901 unternahm Reilly zusammen mit seiner Frau von Port Said aus erstmals eine Reise in den fernen Osten, wo er in Kontakt mit dem japanischen Geheimdienst gekommen sein soll. Einige Jahre später hielt Reilly sich in der damals unter russischer Verwaltung stehenden Hafenstadt Port Arthur in der Mandschurei auf, wo er sich als Doppelagent sowohl für die Briten als auch für die Japaner betätigte. In Voraussicht des bald danach ausbrechenden Russisch-Japanischen Krieges kaufte er zusammen mit einem Geschäftspartner Moise (Moses) Akimovich Ginsburg zu geringen Preisen in großem Umfang Lebensmittel, Rohstoffe, Medikamente und Kohle auf, die die beiden während des Krieges unter erheblichen Gewinn absetzen konnten.
Einigen Quellen zufolge war es Reilly, der im Januar 1904 zusammen mit dem chinesischen Ingenieur Ho Liangshung die russischen Pläne für die Anlagen zur Verteidigung des Hafens von Port Arthur entwendete und sie der japanischen Marine zuspielte. Die Japaner nutzten diese Pläne, gleichgültig ob sie sie nun tatsächlich von Reilly erhalten haben, um mit Hilfe der aus ihnen hervorgehenden Informationen den Standort der Minenfelder, die die Russen zum Schutz des Hafens angelegt hatten, zu erfahren. Auf diese Weise waren sie in der Lage, während ihres Überraschungsangriffes auf den Hafen in der Nacht vom 8. zum 9. Februar 1904 die diesen umgebenden Minenfelder zu umgehen und den Hafen unbeschadet zu erreichen, um mit dem eigentlichen Angriff auf diesen beginnen zu können: Trotz dieses Vorteils endete der Angriff mit schweren Verlusten für die Japaner. Als Beleg für die Reilly zugeschriebene Rolle wird in der Literatur u. a. ein bald darauf erfolgender Besuch seinerseits in Japan gewertet, von dem angenommen wird, dass er dem Zweck diente, seine Entlohnung für die geleisteten Spionagedienste in Empfang zu nehmen.
Im Juni 1904 kehrte Reilly nach Europa zurück, wo er nun Paris als Aufenthaltsort wählte.

### Nachrichtendienstliche Tätigkeit
Während der Internationalen Luftschifffahrts-Ausstellung in Frankfurt im Jahr 1909 soll Reilly, laut seinem Biographen Robin Bruce Lockhart, an der Entwendung einer neu entwickelten Magnetzündung für Flugzeuge beteiligt gewesen sein: Nach dem tödlichen Absturz eines an der Ausstellung teilnehmenden Vorführpiloten sei es Reilly zusammen mit einem britischen SIS-Agenten gelungen, sich dem Wrack zu nähern, das dem neuesten Stand der Technik auf diesem Gebiet entsprechende Maschinenteil an sich zu nehmen und es durch ein anderes, älteres, Modell, das sie als Platzhalter einsetzten, auszutauschen. Nachdem sie detaillierte Zeichnungen seines Aufbaus angefertigt hätten, hätten sie, so Lockhart, das Teil heimlich wieder an seine Stelle in dem inzwischen in einen Hangar verbrachten Flugzeug eingesetzt, um den später mit der Untersuchung des Wracks beauftragten Mechanikern den Eindruck zu vermitteln, dass noch alles an seinem Platz sei, so dass die von ihnen durchgeführte technische Spionage unbemerkt bleiben würde. Reillys Biograph Andrew Cook hält diesen Vorfall jedoch für nicht historisch, was er unter anderem damit begründet, dass es laut den zeitgenössischen Unterlagen bei der Luftschifffahrtsausstellung zu keinem Absturz gekommen ist.
Reilly war als Doppelagent für mindestens vier Länder tätig. Als Geheimagent war er aktiv für das britische Scotland Yard, das Secret Service Bureau und später für den Secret Intelligence Service. Nach eigener Aussage war Reilly unter anderem im Zweiten Burenkrieg, im Russisch-Japanischen Krieg und im Ersten Weltkrieg als Spion tätig.
Aus 1998 veröffentlichten Akten des Secret Intelligence Service (SIS) geht hervor, dass Reilly im März 1918 von Mansfield Smith-Cumming, dem ersten Leiter des SIS, mit dem Auftrag nach Moskau geschickt wurde, die Destabilisierung und letztlich den Sturz der nach der russischen Oktoberrevolution von 1917 errichteten Herrschaft der Bolschewisten in Russland voranzutreiben. Zu diesem Zweck arbeitete Reilly nach seiner Ankunft in der russischen Hauptstadt einen Plan aus, der die Beseitigung der Führungsgruppe der Bolschewisten um Wladimir Lenin vorsah: Wenn diese liquidiert würde, würde das neue Regime, so sein Kalkül, enthauptet dastehen und in der Folge in sich zusammenbrechen. Im Einzelnen beabsichtigte Reilly, eine für Ende August 1918 angesetzte Sitzung des Allrussischen Rätekongresses im Moskauer Bolschoi-Theater durch einen Stoßtrupp aus abtrünnigen lettischen Rotarmisten zu überfallen und die versammelten Sowjetführer festzusetzen: Lenin und der damalige Kriegskommissar Trotzki sollten auf der Stelle erschossen werden. Der Anschlag gelangte aufgrund des Attentates von Fanny Kaplan auf Lenin am 30. August 1918 nicht mehr zur Ausführung. Da einige der von Reilly in die Planungen einbezogenen Personen – wie spätere Archivfunde zeigen – bolschewistische Vertrauensleute und Agents provocateurs waren, ist zudem äußerst fraglich, ob der Plan (der in der Literatur meist nach Reillys formalem Vorgesetzten in Moskau, dem britischen Gesandten Bruce Lockhart als Lockhart Plot bezeichnet wird), hätte durchgeführt werden können, oder ob ihn die in Lauerstellung liegende sowjetische Geheimpolizei nicht vereitelt hätte. Während das Lockhart-Unternehmen in seinen Umrissen bereits seit Jahrzehnten bekannt war, wurde durch die Aktenfreigaben der 1990er Jahre bekannt, dass dieses – im Gegensatz zu früheren Behauptungen britischer Regierungsstellen – keine eigenmächtige Aktion Reillys gewesen war, sondern dass er mit dem Auftrag, Sabotageakte dieser Art ins Werk zu setzen, nach Moskau geschickt worden war.
Reilly musste seinen Plan aufgrund der auf das Kaplan-Attentat folgenden – als Roter Terror bekannt gewordenen – Massenverhaftungen und -Exekutionen aufgeben: Es gelang ihm, unterzutauchen und über die finnische Grenze zu fliehen. Anschließend reiste er über Schweden nach London zurück. In Russland wurde er derweil von einem Revolutionsgericht in absentia zum Tode verurteilt.

### Tod
Im September 1925 gelang es verdeckten Agenten des sowjetischen Geheimdienstes OGPU, einer Gegenspionageoperation der GPU, die sich als antisowjetische Emigranten ausgaben, Reilly in die Sowjetunion zu locken, unter dem Vorwand, sich dort mit Vertretern einer antikommunistischen Untergrundorganisation zu treffen, die den Sturz des bolschewistischen Systems betreibe. Nach dem Überschreiten der Grenze von Finnland in die Sowjetunion wurde er von einem OGPU-Agenten, der sich als führender Angehöriger der Opposition ausgab, in Empfang genommen und bald danach festgesetzt: Man überführte ihn zunächst in das berüchtigte Moskauer Gefängnis Lubjanka, wo er langwierigen Verhören unterzogen wurde. In der Literatur wird meist die Auffassung vertreten, dass er während seiner Haft nicht (physisch) gefoltert wurde, aber Scheinexekutionen ausgesetzt wurde, um ihn nervlich zu brechen und zur Preisgabe von Informationen zu bewegen. Noch während seiner Gefangenschaft erklärten sowjetische Stellen offiziell, dass Reilly beim illegalen Überschreiten der finnisch-sowjetischen Grenze erschossen worden sei. Seine tatsächliche Tötung erfolgte erst einige Wochen später. Laut Unterlagen des britischen Nachrichtendienstes, die im Jahr 2000 freigegeben wurden, wurde Reilly am 5. November 1925 in einem Wald bei Moskau erschossen. Der Befehl zu dieser Maßnahme soll auf Josef Stalin persönlich zurückgegangen sein.

## Nachleben
Reillys Tod im Jahr 1925 wurde trotz seiner Bekanntgabe durch die Sowjets noch lange Jahre lang vielfach angezweifelt: So machte beispielsweise das Gerücht die Runde, dass dieser nur vorgetäuscht worden sei und er tatsächlich zu den Sowjets übergelaufen sei und diesen als Berater in nachrichtendienstlichen Angelegenheiten diene.
Auch die Polizeiorgane des nationalsozialistischen Deutschlands gingen noch 1940 davon aus, dass Reilly noch am Leben sei, und stuften ihn als wichtige Zielperson ein: Im Frühjahr 1940 setzte das Reichssicherheitshauptamt in Berlin – das ihn für lebendig hielt und ihn in Großbritannien vermutete – Reilly mit der Beschreibung „britischer Nachrichtenagent“ auf die Sonderfahndungsliste G.B., ein Verzeichnis von Personen, die im Falle einer erfolgreichen deutschen Invasion Großbritanniens durch die Sonderkommandos der SS-Einsatzgruppen mit besonderer Priorität ausfindig gemacht und verhaftet werden sollten.

## Adaptionen und Verarbeitungen von Reillys Leben und Aktivitäten
Reillys Biographie bzw. einzelne Elemente derselben sowie einzelne abenteuerlichen Vorgänge, in die er verwickelt war, haben reichhaltigen künstlerischen Niederschlag in Form von Verarbeitungen in Bücher, Filme und Fernsehproduktionen gefunden.
1983 nahm sich die für das Fernsehen produzierte zwölfteilige britische Miniserie Reilly. Ace of Spies des Stoffes an, wobei die historischen Vorgänge auf Grundlage der umstrittenen Reilly-Biographie von Robin Bruce Lockhart (Ace of Spies) stark dramatisiert wurden. Reilly wurde von Sam Neill verkörpert. Die Umarbeitung von Lockharts Buch in ein Drehbuch übernahm Troy Kennedy Martin. In Deutschland wurde die Serie erstmals 1986 unter dem Titel Reilly – Spion der Spione ausgestrahlt.
In verschiedenen Studien über die Roman- und Filmreihe James Bond wird Reilly als eine derjenigen realen Personen angeführt, die als Vorbilder für den gleichnamigen britischen Geheimagenten gedient haben sollen. So habe Reillys Freund und Biograph Robert Bruce Lockhart lange Jahre lang im britischen Geheimdienst mit dem späteren Schöpfer der Bond-Figur und -Romane, Ian Fleming, zusammengearbeitet und diesem während dieser Zeit viel von seinem Wissen über den mysteriösen Mann mitgeteilt: Elemente des realen Menschen Reilly, die der Bond-Figur angeblich in Anlehnung an Reilly von Fleming zugeschrieben wurden, sind die beiden gemeinsame Vielsprachigkeit, die Faszination für den Fernen Osten, ihre Vorliebe für eine gediegene Lebensart und eine zwanghafte Spielsucht.

## Schriften
- Britain’s Master Spy: The Adventures of Sidney Reilly, 1933. (Autobiographie, postum veröffentlicht und vervollständigt von seiner dritten Ehefrau Pepita Bobadilla)